# Boraginaceae
Boraginaceae este o familie de plante asteride, care include o varietate de arbori, arbuști și ierburi, cu un total de aproximativ 2.000 de specii grupate în 146 genuri, întâlnite în lumea întreagă. Sunt răspândite mai cu seamă în regiunile uscate subtropicaleale ale emisferei nordice.

## Descrierea
Boraginaceele sunt de obicei palante erbacee anuale și perene, mai rar plante lemnoase, tulpina și frunzele acoperite cu perișori aspri, frunzele stipelate așezate altern cu limbul întreg,fără stipele. Florile bisexuate, cu periant dublu, actinomorfe,rareori zigomorfe pentamere, mai rar tetra-hexa mere, tetraciclice, sunt grupate în inflorescențe cima unipare  scorpioida. Caliciul gomosepal, însă sepalele concresc doar la bază. Corola gamopetala, tubulară poate avea diferit gradul de deschidere: campanulata, sub formă de palnie, sau tubul și lobii corolei formează un unghi de 90 de grade. Intrarea în tubul corolei adesea este închisă de niște apendici pubescenți, numiți-fornice,  care evită pătrunderea în interiorul florii a picăturilor de apă și insectelor nepolenizatoare. Androceul din 5 stamine, care concresc cu tubul corolei, rareori în număr redus sau mai mare. Gineceul de obicei bicarpelar, sincarpic, cu ovar superior, în rezultatul formării unui perete fals, în ovar se formează 4 loje. Stilul de regulă ghinobazic, se termină cu un stigmat bilobat sau globulos. Unele specii au stilul divizat. În jurul ovarului din receptacul se formează un disc nectariferic întreg sau lobat. La unele specii de boraginacee (Pulmonaria oficinalis-mierea ursului)se manifestă heterostelia. Fructul boraginaceelor este alcătuit din 2-4 mericarpi, tetrachena sau drupe. Conform structurii pistilului și a fructului Fam. Boraginaceae se clasifică în 3 subfamili: Heliotropioidae, Boraginoideae și Echioideae.

## Specii din România
Flora României cuprinde 74  de specii spontane ce aparțin la 21 de genuri:
- Alkanna
  - Alkanna tinctoria
- Anchusa
  - Anchusa azurea – Miruță
  - Anchusa barrelieri – Miruță
  - Anchusa gmelinii – Miruță
  - Anchusa leptophylla – Miruță
  - Anchusa ochroleuca – Miruță
  - Anchusa officinalis – Miruță
  - Anchusa stylosa – Miruță
  - Anchusa thessala – Miruță
- Argusia
  - Argusia sibirica
- Asperugo
  - Asperugo procumbens – Lipicioasă
- Borago
  - Borago officinalis – Limba mielului
- Cerinthe
  - Cerinthe glabra – Cerețica de munte
  - Cerinthe minor – Pidosnic
- Cynoglossum
  - Cynoglossum creticum – Limba câinelui
  - Cynoglossum germanicum – Limba câinelui
  - Cynoglossum hungaricum – Limba câinelui
  - Cynoglossum officinale – Limba câinelui
- Echium
  - Echium italicum – Coada vacii
  - Echium maculatum – Capul șarpelui
  - Echium vulgare – Iarba șarpelui
- Eritrichium
  - Eritrichium nanum – Ochiul șarpelui
- Heliotropium
  - Heliotropium arborescens – Heliotrop
  - Heliotropium curassavicum
  - Heliotropium dolosum
  - Heliotropium europaeum – Vanilie sălbatică
  - Heliotropium suaveolens
  - Heliotropium supinum
- Lappula
  - Lappula barbata – Lipici
  - Lappula deflexa – Lipici
  - Lappula heteracantha – Lipici
  - Lappula patula – Lipici
  - Lappula spinocarpos – Lipici
  - Lappula squarrosa – Lipici
- Lithospermum
  - Lithospermum arvense – Mărgelușe
  - Lithospermum officinale – Mărgelușe
  - Lithospermum purpurocaeruleum – Mărgelușe
- Lycopsis
  - Lycopsis arvensis – Ochiul lupului
- Myosotis
  - Myosotis alpestris – Nu-mă-uita
  - Myosotis arvensis – Nu-mă-uita
  - Myosotis decumbens – Nu-mă-uita
  - Myosotis discolor – Nu-mă-uita
  - Myosotis laxa – Nu-mă-uita
  - Myosotis nemorosa – Nu-mă-uita
  - Myosotis ramosissima – Nu-mă-uita
  - Myosotis scorpioides – Nu-mă-uita
  - Myosotis sparsiflora – Nu-mă-uita
  - Myosotis stenophylla – Nu-mă-uita
  - Myosotis stricta – Nu-mă-uita
  - Myosotis sylvatica – Nu-mă-uita de grădină
- Nonea
  - Nonea atra – Ochiul lupului
  - Nonea pallens – Ochiul lupului
  - Nonea pulla – Ochiul lupului
- Omphalodes
  - Omphalodes scorpioides
  - Omphalodes verna
- Onosma
  - Onosma arenaria – Otrățel
  - Onosma heterophylla
  - Onosma taurica
  - Onosma visianii
- Pulmonaria
  - Pulmonaria filarskyana – Mierea ursului, Cuscrișor
  - Pulmonaria mollis – Mierea ursului, Cuscrișor
  - Pulmonaria mollissima – Mierea ursului, Cuscrișor
  - Pulmonaria montana – Mierea ursului, Cuscrișor
  - Pulmonaria obscura – Mierea ursului, Cuscrișor
  - Pulmonaria officinalis – Mierea ursului, Cuscrișor
  - Pulmonaria rubra – Mierea ursului, Cuscrișor
- Rindera
  - Rindera umbellata – Căciula mocanului
- Rochelia
  - Rochelia disperma
- Symphytum
  - Symphytum cordatum – Tătăneasă
  - Symphytum officinale – Tătăneasă
  - Symphytum ottomanum – Tătăneasă
  - Symphytum tanaicense – Tătăneasă
  - Symphytum tauricum – Tătăneasă
  - Symphytum tuberosum – Tătăneasă

## Genuri
- Actinocarya
- Adelocaryum
- Afrotysonia
- Alkanna
- Amblynotus
- Amphibologyne
- Amsinckia
- Anchusa
- Ancistrocarya
- Anoplocaryum
- Antiotrema
- Antiphytum
- Arnebia
- Asperugo
- Auxemma
- Borago
- Bothriospermum
- Bourreria
- Brachybotrys
- Brunnera
- Buglossoides
- Caccinia
- Carmona
- Cerinthe
- Chionocharis
- Choriantha
- Cordia
- Craniospermum
- Cryptantha
- Cynoglossopsis
- Cynoglossum
- Cynoglottis
- Cysostemon
- Dasynotus
- Decalepidanthus
- Echiochilon
- Echiostachys
- Echium
- Ehretia
- Elizaldia
- Embadium
- Eritrichium
- Gastrocotyle
- Gyrocaryum
- Hackelia
- Halacsya
- Halgania
- Harpagonella
- Heliocarya
- Heliotropium
- Heterocaryum
- Huynhia
- Ivanjohnstonia
- Ixorhea
- Lacaitaea
- Lappula
- Lasiarrhenum
- Lasiocaryum
- Lepechiniella
- Lepidocordia
- Lindelophia
- Lithodora
- Lithospermum
- Lobostemon
- Macromeria
- Maharanga
- Mairetis
- Mattiastrum
- Mertensia
- Metaeritrichium
- Microcaryum
- Microula
- Mimophytum
- Moltkia
- Moltkiopsis
- Moritzia
- Myosotidium
- Myosotis
- Neatostema
- Nesocaryum
- Nogalia
- Nomosa
- Nonea
- Ogastemma
- Omphalodes
- Omphalolappula
- Omphalotrigonotis
- Onosma
- Oxyosmyles
- Paracaryum
- Pardoglossum
- Patagonula
- Pectocarya
- Pentaglottis
- Perittostema
- Phacelia
- Plagiobothrys
- Pseudomertensia
- Psilolaemus
- Pteleocarpa
- Pulmonaria
- Rindera
- Rochefortia
- Rochelia
- Rotula
- Saccellium
- Scapicephalus
- Sericostoma
- Sinojohnstonia
- Solenanthus
- Stenosolenium
- Stephanocaryum
- Suchtelenia
- Symphytum
- Thaumatocaryum
- Thyrocarpus
- Tianschaniella
- Tiquilia
- Tournefortia
- Trachelanthus
- Trachystemon
- Trichodesma
- Trigonocaryum
- Trigonotis
- Ulugbekia
- Valentiniella